# Rick Parfitt

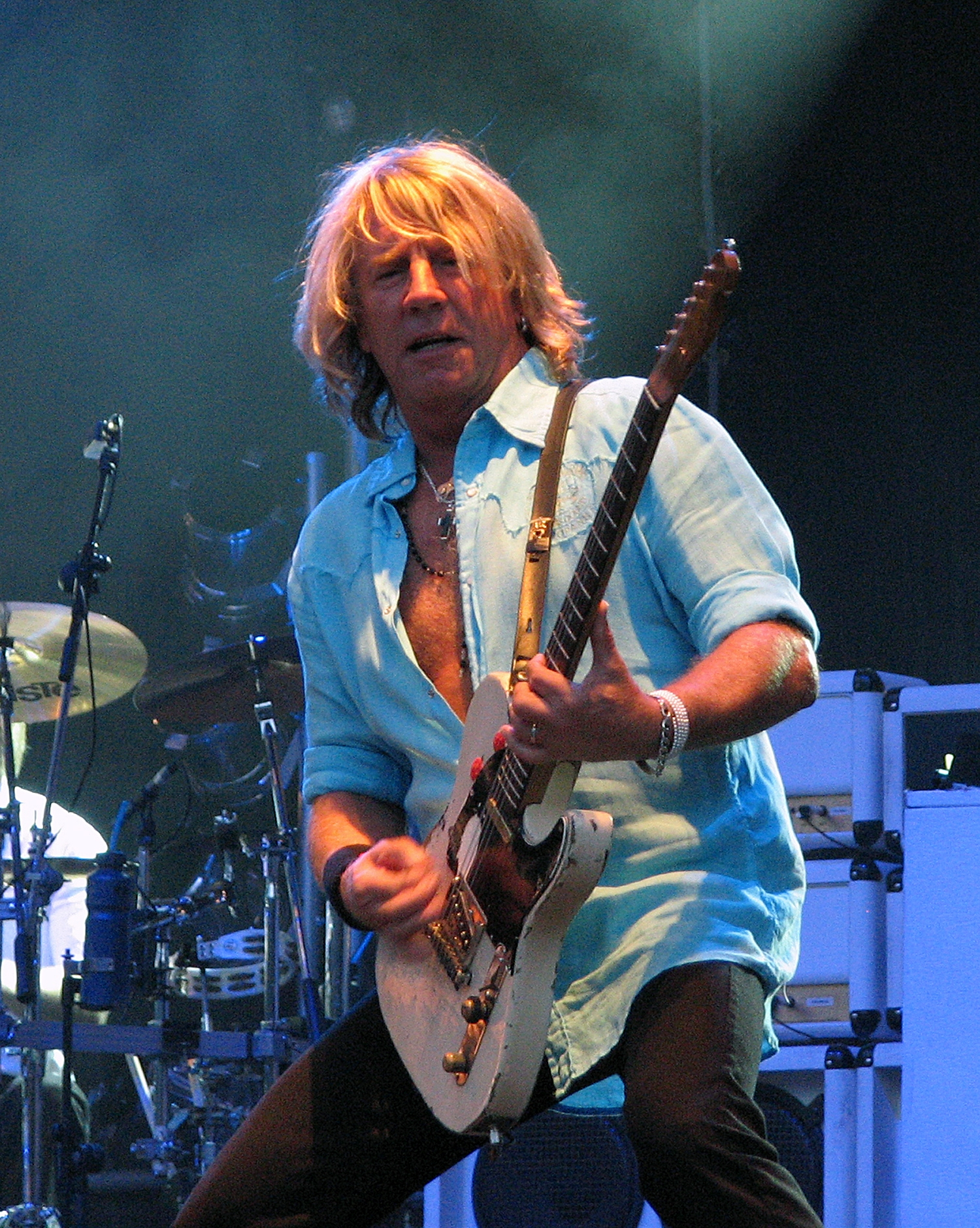
Rick Parfitt

Rick Parfitt (Woking, 12 oktober 1948 – Marbella, 24 december 2016) was zanger en slaggitarist van de Britse rockband Status Quo.

## Biografie

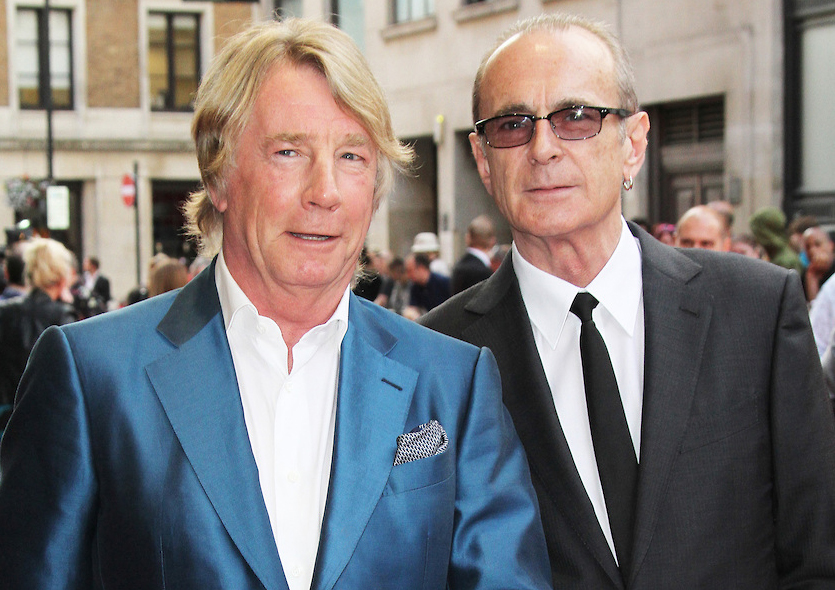
Parfitt en Rossi in 2013

Parfitt ontmoette Francis Rossi in 1965 in Butlin's Minehead, toen hij speelde als Ricky Harrison in een trio genaamd The Highlights. Rossi speelde met The Spectres (voorloper van Status Quo) en Parfitt was zo onder de indruk, dat hij zich in 1967 bij Rossi, Alan Lancaster, Roy Lines en John Coghlan voegde om zo Status Quo te vormen.
Parfitt bleef bij Status Quo, net als Rossi, maar andere bandleden gingen weg. Hij schreef verschillende hits, soms met Andrew Bown en/of Bob Young, zoals Whatever you want, Again and again en Rain. Hij nam in 1985 ook een soloalbum op (Recorded Delivery), maar dat is nooit verschenen.
Parfitt werd op 22 december 2016 vanwege complicaties omtrent een schouderkwaal opgenomen in een ziekenhuis in het Spaanse Marbella. Hij overleed twee dagen later aan de gevolgen van een infectie.